# 少数派博弈
厄爾法羅酒吧問題，又稱少數派博弈，是一種經常出現在經濟活動中的博弈行為。該模型源自由1994年W·布萊恩·亞瑟提出了El Farol酒吧問題。
在这一博弈中，参与者们拥有两种选择（例如0和1）。所有人都做出选择之后，将参与者按照所做的选择分为两派。人数较少的那一方，也就是少数派将会获胜。该博弈还可以进一步分为是否多次进行，参与者是否记得之前游戏的结果等多种类型。

## 变体形式

### El Farol酒吧问题
El Farol酒吧問題（El Farol Bar problem）是1994年由斯坦福大學經濟學教授威廉·布萊恩·阿瑟提出的一個具有代表性的資源分配問題。該問題可以被這樣表述：
在一個鎮上有一間不錯的酒吧，鎮上的一群人（比如總共有100人），每個週末晚上沒什麼事，於是他們均要決定，是去鎮上的酒吧消遣娛樂還是選擇呆在家裡休息。該酒吧的客容量是有限的，比如房間空間是有限的，或者酒吧座位是有限的。我們假定酒吧的容量是40人，或者說座位是40個。如果當天去酒吧的人數少於40人，那麼在酒吧的人可以充分享受到優雅的環境和優質的服務，因此相比呆在家裡他去酒吧是更享受的決定；但是，如果去酒吧的人超過40人，那麼由於環境太過擁擠造成去酒吧享受不到優質的服務，與其這樣還不如選擇呆在家裡更明智。
這個酒吧問題的難點在於，每個人都有類似的想法，我們假定這100個人之間不存在訊息交流，於是他們每個週末都要對去酒吧的人數進行預測，而決定自己去不去酒吧。這裡每個人決策的依據只能是以往的歷史訊息，但是不同人根據歷史歸納出的規律可能不同。這是一個經典的動態博弈問題。通過計算機模擬，亞瑟得出一個有趣的結果：儘管不存在一個可預測的規律，經過一段時間以後，這群人卻自組織形成一個均衡態，即平均去酒吧的人數趨向少於酒吧容量。